# Michael John (Historiker)

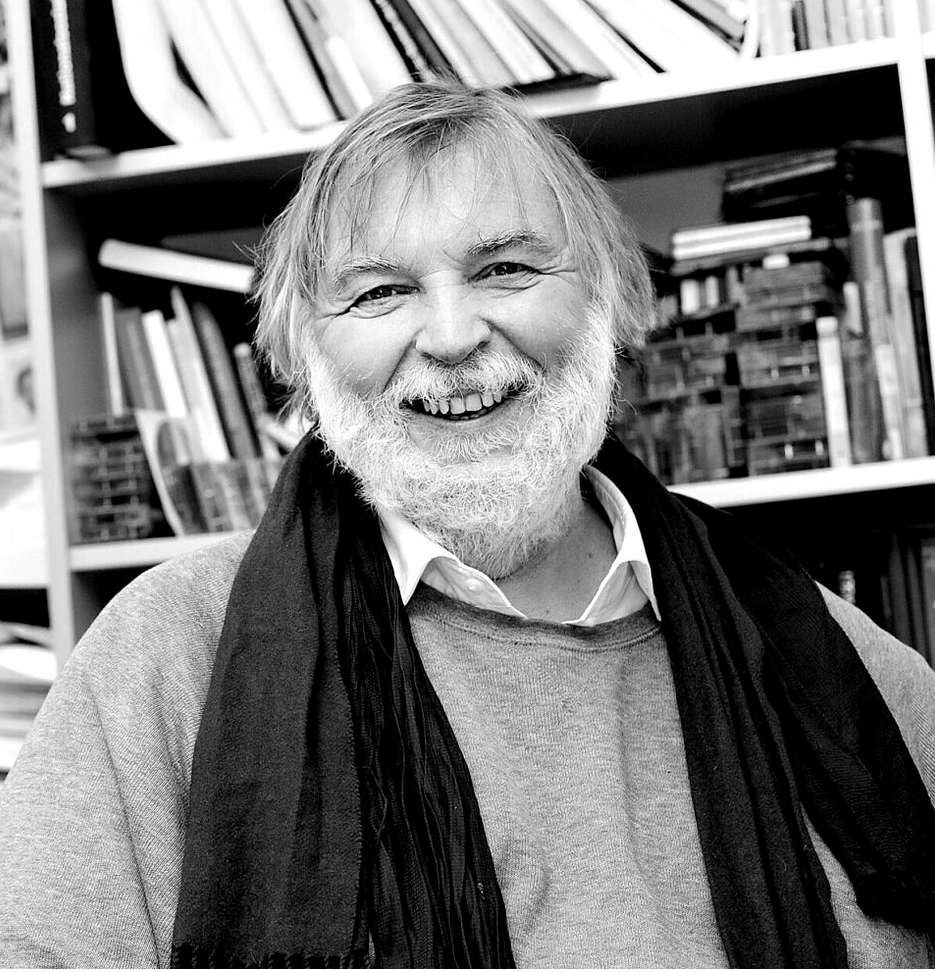
Michael John (2022)

Michael John (* 1954 in Linz, Oberösterreich) ist ein österreichischer Historiker und Ausstellungskurator.

## Werdegang und Wirken
John studierte nach Matura am Akademischen Gymnasium Linz (1971) von 1972 bis 1980 Geschichte und Politikwissenschaften an der Universität Wien, wo er sich im Laufe des Studiums der Wirtschafts− und Sozialgeschichte zuwandte und 1980 mit einer Arbeit über Wohnverhältnisse der Unterschichten in Wien um 1900 promovierte.
Anschließend arbeitete er zunächst (1981–1983) als Sozialarbeiter in Jugendzentren der Stadt Wien.
Seine wissenschaftliche Laufbahn begann 1984 als Vertragsassistent am Institut für Sozial- und Wirtschaftsgeschichte der Universität Wien (Projekt „Schmelztiegel Wien“), bis er 1985 an das Institut für Sozial- und Wirtschaftsgeschichte der Johannes Kepler Universität Linz (Leitung damals Gustav Otruba bzw. ab 1985 interimistisch Rudolf Kropf) wechselte. Hier wirkte er zuerst als Vertragsassistent, ab 1993 als Universitätsassistent, und nach der Habilitation ab 2001 als außerordentlicher Universitätsprofessor. Er war dort 2015 bis 2018 Institutsvorstand sowie 2008 bis 2015 und ab 2018 bis zu seinem Ruhestand 2019 stellvertretender Institutsvorstand des Instituts für Sozial- und Wirtschaftsgeschichte an der Kepler Universität Linz.
John war 2011–2019 auch dem Institut für Kulturwirtschaft und Kulturforschung (KUWI) der Kepler Universität Linz zweitzugeordnet, das er in dieser Zeit auch als Institutsvorstand leitete.
Er erhielt 2001 den Stiftungspreis der Stiftung „Pro Civitate Austriae“ und 2002 den Kulturpreis des Landes Oberösterreich für Geisteswissenschaft.
Er war auch Gastprofessor an der Universität Salzburg (1992) und übte Lehrtätigkeiten an der Central European University Budapest (1995), der Slowenischen Akademie der Wissenschaften Ljubljana (2001), und an der Universität Nova Gorica (School of Humanities, Cultural Studies) (2004) aus.

### Mitgliedschaft in Historikerkommissionen
John war bzw. ist in folgenden öffentlichen Historikerkommissionen Mitglied und wurde dort begutachtend und/oder forschend tätig:
- 2018 bis heute: Heimopfer-Rentenkommission der österr. Volksanwaltschaft[4];
- 2017–2019: Untersuchungskommission zu Gründen und Bedingungen von Gewalt in Einrichtungen der Caritas Österreich der Diözese Linz; der Auftrag lautete: Klärung von Vorwürfen der physischen, psychischen und sexuellen Gewalt in den Jugendwohnheimen der Caritas OÖ. (Jugendwohnheim Steyr-Gleink, Schülerheim Windischgarsten, Kinderdorf St. Isidor (Leonding))[5]
- 2011–2013 Untersuchungskommission Wilhelminenberg[6]; der Auftrag der Stadt Wien lautete, jene Vorwürfe zu untersuchen, wonach es im Heim am Wilhelminenberg in Wien von 1948 bis zur Schließung 1977 zu organisierter Vergewaltigung und Kinderprostitution sowie anderen Formen schwerer physischer und psychischer Gewalt gekommen sein konnte;
- 2001–2014: Historikerkommission der VÖEST; der Auftrag lautete, Zwangsarbeit in den „Reichswerken Hermann Göring“ und deren Standorten in der/den „Ostmark“ 1938–1945 zu erfassen und zu dokumentieren;
- 1998–2013: Kommission für Provenienzforschung beim öst. Bundesministerium für Kunst; deren Aufgabe bestand im Wesentlichen darin, die österreichischen Bundesmuseen und Sammlungen hinsichtlich Objekten zu erforschen, die als Folge von NS-verfolgungsbedingten Entziehungen in das Eigentum der Republik Österreich gelangten.
- 1998–2003 Historikerkommission der Republik Österreich zu Fragen von „Arisierung“ und Vermögensentzug sowie Entschädigung und Rückstellung (Restitution) (siehe den Schlussbericht der Kommission, 2003, PDF);

## Forschungsschwerpunkte
John hat in seinen Forschungen als Historiker eine Reihe von Schwerpunkten wissenschaftlich bearbeitet und diese auch mit besonderem Engagement im Bereich einer sogenannten „angewandten Geschichte“ (vor allem durch Ausstellungsgestaltungen) zu vermitteln versucht. Folgende Forschungsthemen wurden durch ihn im Laufe seiner wissenschaftlichen Laufbahn bearbeitet und vertieft:
- Städtische Wirtschafts- und Sozialgeschichte

Hier beschäftigte sich John u. a. mit Wohnverhältnissen sozialer Unterschichten in Wien und mit der Bevölkerungsgeschichte in Linz. Hier steht auch immer die Dimension der Zuwanderung in die jeweiligen städtischen Räume zur Diskussion.
Dieser Fokus auf einen städtischen Kontext (Stadt Steyr) war auch bei der Gestaltung der Oö. Landesausstellung 2021 in Steyr („Arbeit - Wohlstand - Macht“) bedeutsam, die John co-kuratierte.
- Populär- und Alltagskultur (Fußballsport, Konsum, Mobilität, Liebesbeziehungen, Jugendkultur)

John widmete sich hier vor allem der Geschichte und der sozialen Bedeutung des Fußballs in Österreich und Deutschland. Daneben gab es Forschungen und Publikationen zur Geschichte des Konsums, der (Auto-)Mobilität, zu „Liebe/Beziehungsgeschichten“ und zur Jugendkultur. Hier kuratierte er auch Ausstellungen, etwa zum Thema „Fußball“ (Ausstellung 2008) oder (als wissenschaftlicher Co-Kurator) zum Thema „Stadt im Glück“ (eine Ausstellung zur Linzer Kultur- und Sozialgeschichte und zum städtischen Alltag, siehe Ausstellung 2009).
- Geschichte des Judentums in Österreich und Mitteleuropa

John hat sich ausführlich mit Forschungen zum Judentum in der Habsburgermonarchie beschäftigt. Im Rahmen der Forschungen zum Nationalsozialismus in Österreich gibt es auch Beiträge zur Auswirkung auf jüdisches Leben in Deutschland und Österreich (1933–1945). Dazu hat er zur Emigration der jüdischen Bevölkerung (v. a. nach dem Holocaust) nach Israel, nach den USA und in andere Weltgegenden Beiträge geliefert. Hervorzuheben ist hier auch seine Beschäftigung mit den „Gerechten unter den Völkern“ in Österreich, die jüdischen Menschen halfen, dem Nazi-Terror zu entkommen (s. die Ausstellung 2015–2021).
- Nationalsozialismus: „Arisierung“, Raubkunst, Restitution, Zwangsarbeit

John betrieb auch vertiefte Forschungen zum Nationalsozialismus, hier v. a. zur Geschichte von „Arisierungen“ in Deutschland und Österreich ab 1934; sowie zur Geschichte des nationalsozialistischen Kunstraubs ebendort, und zur Geschichte von Zwangsarbeit in Österreich und Deutschland. Hier gestaltete er auch Ausstellungen (s. die Ausstellung 2014 zu Zwangsarbeit in der VÖEST).
- Migration und Zuwanderung

John hat in verschiedenen Dimensionen Forschungen zu Migration und Einwanderung betrieben. Zu nennen sind hier Arbeiten zu Fragen der Zuwanderung nach Wien sowie zu Fragen der Migration innerhalb der und hinaus aus der Österreichisch-Ungarischen Monarchie. Er widmete sich auch Fragen der Arbeitsmigration aus der europäischen Peripherie (Türkei, Italien etc.) nach Österreich und Deutschland.
Hier gestaltete John auch Ausstellungen, wie Gekommen und Geblieben: 50 Jahre Arbeitsmigration in OÖ. (Ausstellung 2014–2018), Crossing Borders (Ausstellung 2004), oder Migration – eine Zeitreise nach Europa (Ausstellung 2003).
- Geschichte der Jugendfürsorge und der Heimerziehung in Österreich

Seit 2003 widmete sich John (im Kontext der Versuche zur Bewältigung der dunklen Geschichte von Jugendheimen in Österreich) verschiedenen Heimen in Oberösterreich (Linz-Wegscheid, Steyr-Gleink u. a.) und auch in Wien: (Wilhelminenberg), zu Heimen der Volkshilfe Österreich in Wien und NÖ. Hier wurde eine Reihe von individuellen und systemischen Übergriffen, Missbräuchen und Unterdrückungen dokumentiert. Hier gibt es auch eine Ausstellung (zur Geschichte des oö. Jugendwohnheimes Wegscheid, Ausstellung 2006).

## Ausstellungsgestaltungen (Auswahl) und sonstige Beiträge zur „Angewandten Geschichte“
- 1998: „Land der Hämmer“ Oberösterreichische Landesausstellung 1998 (Mitwirkung, Leitung Roman Sandgruber u. a.), Ausstellungsteil „Tradition – Innovation. Industrie im Wandel. Vergangenheit, Gegenwart, Zukunft“, ehem. Reithoffer-Werke, Steyr[8]
- 2003: Migration – eine Zeitreise nach Europa (wiss. Leitung und Konzept, mit Manfred Lindorfer), Ausstellung im Museum Arbeitswelt Steyr[9]
- 2004: „Crossing Borders“ (Kurator), Ausstellung im Museum Arbeitswelt Steyr[10]
- 2006: „WEGSCHEID – Von der Korrektionsbaracke zum sozialpädagogischen Jugendwohnheim: Eine Ausstellung“ (Kurator)[11], Wanderausstellung: Linz-Wegscheid und Hartheim/OÖ.
- 2008: „Fussball: Geschichten & Geschichte“ (Kurator), Ausstellung im Schlossmuseum Linz[12][13]
- 2009: Stadt im Glück (wiss. Mitarbeit, mit Thomas Philipp, Lydia Thanner, Andre Zogholy; Gestaltung Günther Auer), Ausstellung im Stadtmuseum Nordico der Stadt Linz im Rahmen von Linz 09[14].
- 2014–2018: „Gekommen und Geblieben. 50 Jahre Arbeitsmigration in Österreich“ (kuratiert gem. mit Manfred Lindorfer und Marion Wisinger)[15]; Wanderausstellung in OÖ: Linz, Ried, Steyr u. a. Orte.
- ab 2014 (Mitwirkung als Mitglied der Historikerkommission Zwangsarbeit VÖEST): „Gegen den Willen und fern der Heimat“. Zeitgeschichteausstellung 1938–1945, Dauerausstellung, Linz: Konzernzentrale der VÖEST[16]
- 2015–2021: „Die Gerechten. Courage ist eine Frage der Entscheidung“ (kuratiert gem. mit Albert Lichtblau und Manfred Lindorfer); Wanderausstellung: Wien[17], Linz[18], Steyr[19], u. a.
- 2021: Oberösterreichische Landesausstellung 2021: „Arbeit – Wohlstand — Macht“ (Kurator & wissensch. Leitung, gem. mit Herta Neiß).[20]

## Publikationen (Auswahl)
Michael John hat 21 Bücher als Autor, Co-Autor, Herausgeber oder Co-Herausgeber veröffentlicht, und zeichnet für mehr als 180 wissenschaftliche Artikel und Buchbeiträge in Deutsch und Englisch verantwortlich. Hier wird eine der Bandbreite des Schaffens von Michael John entsprechende Auswahl von 36 der mehr als 200 vorliegenden Publikationen dargestellt.

### Bücher
- Hausherrenmacht und Mieterelend. Wohnverhältnisse und Wohnerfahrung der Unterschichten in Wien 1890–1923, Verlag für Gesellschaftskritik, Wien 1982, ISBN 3-900351-17-1.
- Wohnverhältnisse sozialer Unterschichten im Wien Kaiser Franz Josephs, Europa Verlag, Wien 1984, ISBN 3-203-50870-2.
- (mit Albert Lichtblau) Schmelztiegel Wien – einst und jetzt. Geschichte und Gegenwart der Zuwanderung nach Wien, Böhlau Verlag, Wien 1990, ISBN 3-205-98106-5.
- (Hrsg. mit Oto Luthar) Un-Verständnis der Kulturen. Multikulturalismus in Mitteleuropa in historischer Perspektive, Verlag Hermagoras, Klagenfurt etc. 1997, ISBN 3-85013-510-1.
- (Hrsg. mit Roman Sandgruber) Tradition – Innovation. Industrie im Wandel – Vergangenheit, Gegenwart, Zukunft, [Ausstellungskatalog im Rahmen der Oberösterreichischen Landesausstellung 1998], Verein Industrieform, Steyr 1998, ISBN 3-9500823-0-1.
- Bevölkerung in der Stadt: „Einheimische“ und „Fremde“ in Linz (19. und 20. Jahrhundert), Verlag Archiv der Stadt Linz, Linz 2000, ISBN 3-900388-80-6.
- (Hrsg. mit Christian Gonsa, Gabriella Hauch, Josef Moser, Bertrand Perz, Oliver Rathkolb, Michaela Schober) NS-Zwangsarbeit. Der Standort Linz der „Reichswerke Hermann Göring AG Berlin“ 1938–1945, Böhlau Verlag, Wien etc. 2001 (Band 1: Zwangsarbeit – Sklavenarbeit. Politik-, sozial- und wirtschaftshistorische Studien), ISBN 3-205-99417-5.
- (mit Daniela Ellmauer und Regina Thumser-Wöhs) „Arisierungen“, beschlagnahmte Vermögen, Rückstellungen und Entschädigungen in Oberösterreich, R. Oldenbourg Verlag, Wien etc. 2004. ISBN 978-3-7029-0521-7.
- (Hrsg. mit Wolfgang Reder) Wegscheid. Von der Korrektionsbaracke zur sozialpädagogischen Institution, Verlag des Sozialpädagog. Jugendwohnheims Wegscheid, Linz 2006, ISBN 3-200-00657-9.
- (Hrsg. mit Birgit Kirchmayr und Friedrich Buchmayr) Geraubte Kunst in Oberdonau, Eigenverlag Oö. Landesarchiv, Linz 2007, ISBN 978-3-900313-83-8.
- (Hrsg. mit Franz Steinmaßl) „... wenn der Rasen brennt ...“ : 100 Jahre Fußball in Oberösterreich, Verlag Steinmaßl, Grünbach 2008, ISBN 978-3-902427-45-8.
- (mit Barbara Helige, Helge Schmucker, Gabriele Wörgötter, Marion Wisinger) Endbericht der Kommission Wilhelminenberg, hg. Institut für Rechts- und Kriminalsoziologie der Universität Wien & Kommission Wilhelminenberg, Wien 2013, full text auch online: Forschungsbericht Wilhelminenberg, abgerufen am 10. Februar 2022.
- Vom nationalen Hort zur postmodernen City. Zur Migrations- und Identitätsgeschichte der Stadt Linz im 20. und 21. Jahrhundert, Verlag Archiv der Stadt Linz, Linz 2015, ISBN 978-3-900388-62-1.
- (mit Dieter Binder u. Wolfgang Reder) Heimerziehung in Oberösterreich, Verlag Oö. Landesarchiv, Linz 2018, ISBN 978-3-902801-34-0.
- (Hrsg. mit Siegfried Göllner, Marion Wisinger) Schattenseiten der Fürsorgeerziehung. Die Heime der Volkshilfe Wien: Altenberg, Pitten, Willendorf und Ybbs: Endbericht, Verlag echomedia, Wien 2022, ISBN 978-3-903989-26-9.

### Artikel und Buchbeiträge
- Obdachlosigkeit – Massenerscheinung und Unruheherd im Wien der Spätgründerzeit. In: Hubert Ehalt, Gernot Heiß, Hannes Stekl (Hrsg.): Glücklich ist, wer vergisst...? Das andere Wien um 1900, Böhlau Verlag, Wien etc. 1986, ISBN 3-205-08857-3, S. 173–195.
- Angst, Kooperation und Widerstand. Die autochthonen Minderheiten Österreichs 1938–1945. In: Zeitgeschichte. ISSN 0945-537X, 17. Jahrgang (1999), Heft 2, S. 66–89.
- „Wenn ich einen Deutschen sehe, werde ich zum lebendigen Rasenmäher“. Österreicher und Deutsche im Fußballsport. Zur Genese einer Erzfeindschaft. In: Oliver Rathkolb et al. (Hrsg.): Österreich und Deutschlands Größe. Ein schlampiges Verhältnis, Otto Müller Verlag, Salzburg 1990, ISBN 3-7013-0804-7, S. 143–153.
- (mit Albert Lichtblau) Die Entwicklung der tschechischen und slowakischen Minderheiten in Wien. Strukturmerkmale und Assimilationsfaktoren, in: SWS-Rundschau (Sozialwissenschaftliche Studiengesellschaft, Wien), ISSN 1013-1469, 31. Jahrgang (1991), Heft 1, S. 121–144.
- Ein paradoxes Phänomen. Antisemitismus in Oberösterreich nach 1945. In: Walter Blumberger, Dietmar Nemeth (Hrsg.): Rechts Um? Zum Neuen Rechtsradikalismus in Österreich, Edition Sandkorn, Linz 1993, ISBN 3-901100-28-8, S. 99–136.
- The Austrian Labor Movement 1867–1914: Plebeian Protest, Working-Class Struggles and the Nationality Question. In: Dirk Hoerder, Horst Rössler (Hrsg.): Roots of the Transplanted, vol. 2: Plebian Culture, Class and Politics in the Life of Labor Migrants, Columbia University Press, New York etc. 1994, ISBN 0-88033-288-3, S. 100–132.
- Push and Pull Factors for Oversea Migrants from Austria-Hungary in the 19th and 20th centuries. In: Franz Szabo (Hrsg.): Austrian Immigration to Canada. Selected Essays, McGill University Press, Ottawa/CAN 1996, ISBN 978-0-88629-281-2, S. 55–82.
- (mit Albert Lichtblau): Jewries in Galicia and Bukovina, in Lemberg and Czernovitz. Two Divergent Examples of Jewish Communities in the Far East of the Austro-Hungarian Monarchy. In: Sander Gilman, Milton Shain (Hrsg.): Jewries at the Frontiers, University of Illinois Press, Urbana-Chicago 1999, ISBN 0-252-06792-4, S. 29–66.
- Antisemitismus in der österreichischen Alltagskultur der Zweiten Republik. In: Theologisch-Praktische Quartalsschrift, ISSN 0040-5663, 147. Jahrgang, Heft 1 (1999), S. 69–77.
- Upper Austria, Intermediate Stop: Reception Camps and Housing Schemes for Jewish DPs and Refugees in Transit. In: Thomas Albrich, Ronald W. Zweig (Hrsg.): Escape through Austria. Jewish Refugees and the Austrian Route to Palestine, Routledge (Verlag), London etc. 2002, ISBN 978-0-7146-8212-9, S. 21–46.
- „Körperlich ebenbürtig ...“. Juden im österreichischen Fussballsport. In: Dietrich Schulze-Marmeling (Hrsg.): Davidstern und Lederball. Die Geschichte der Juden im deutschen und internationalen Fußball, Verlag Die Werkstatt, Göttingen 2003, ISBN 978-3-89533-407-8, S. 231–262.
- Zwangsarbeit in der oberösterreichischen Großindustrie 1941–1945. Ein sozial- und wirtschaftshistorischer Überblick. In: Gabriella Hauch (Hrsg.): Industrie und Zwangsarbeit im Nationalsozialismus. Mercedes Benz – VW – Reichswerke Hermann Göring in Linz und Salzgitter. Studien-Verlag, Innsbruck, Wien etc. 2003, ISBN 3-7065-1813-9, S. 141–167.
- Von Wien nach Hollywood – Erich von Stroheim und Josef von Sternberg. In: Eleonore Lappin-Epple (Hrsg.): Juden und Film, Jews and Film, Mandelbaum Verlag, Wien etc. 2004, ISBN 3-85476-127-9, S. 2–13.
- „Bona fide“-Erwerb und Kunstrestitution – Fallbeispiele zur Aneignung und Restitution von Kunstgütern nach 1945. In: Verena Pawlowsky, Harald Wendelin (Hrsg.): Enteignete Kunst. Raub und Rückgabe – Österreich von 1938 bis heute, Mandelbaum Verlag, Wien 2006, ISBN 3-85476-185-6, S. 59–78.
- Jews as Consumers and Providers in Provincial Towns: The Example of Linz and Salzburg, Austria, 1900–1938. In: Gideon Reuveni, Nils Roemer (Hrsg.): Longing, Belonging, and the Making of Jewish Consumer Culture, Brill Publishing, Leiden/NL & Boston/USA 2010, ISBN 978-90-04-18603-3, S. 141–164.
- Galician Jews in Austria in the 18th to the Early 20th Century. In: Klaus Bade, Pieter Emmer, Leo Lucassen, Jochen Oltmer (Hrsg.): The Encyclopedia of Migration and Minorities in Europe. From the 17th Century to the Present, Cambridge University Press, Cambridge/UK 2011, ISBN 978-0-511-78184-1, S. 400–402.
- Die „Connection“ Bad Aussee–Berlin–Linz. Kunsthandel mit Folgen. In: Eva Blimlinger, Monika Mayr (Hrsg.): Kunst Sammeln, Kunst Handeln. Beiträge des Internationalen Symposiums zum Thema 'Kunst Sammeln – Kunst Handeln', 23.–25. März 2011 in Wien], Böhlau Verlag (= Schriftenreihe der Kommission für Provenienzforschung. Nr. 3), Wien etc. 2012, ISBN 978-3-205-78753-2, S. 101–118.
- 2012c: In den Köpfen und im Stadtbild. Zum Umgang mit Hitlers Spuren in Linz. In: Zeitgeschichte. ISSN 0256-5250, Vol. 39 (2012), Nr. 4 (Innsbruck etc.: Studienverlag), S. 276–294.
- Dislocation, Trauma and Selective Memory. Recollections of Jewish Displaced Persons. In: Holocaust and Genocide Studies. A Journal of Culture and History, ISSN 1750-49022, Band 19, Nr. 3, 2014, S. 73–104.
- „1968“ und die Folgen – Aufbruch, Unruhe und Veränderungen im Alltag der Universität. In: Marie Wirth, Andreas Reichl, Marcus Gräser (Hrsg.): 50 Jahre Johannes Kepler Universität Linz. Innovationsfelder in Forschung, Lehre und universitärem Alltag, Böhlau Verlag, Wien etc. 2017, ISBN 978-3-205-20460-2, S. 299–326.
- „The Times They Are A-Changin`“ (Bob Dylan). Protest und Unruhe in Oberösterreich und Salzburg 1968–1975. In: Grazia Prontera, Thomas Spielbüchler, Regina Thumser-Wöhs (Hrsg.): Außerordentliches: Festschrift für Albert Lichtblau. Böhlau Verlag, Wien etc. 2019, S. 449–463.
- „Eine großartige Stiftung mit unvorstellbaren Entwicklungsmöglichkeiten“. Die Rothschild'sche Stiftung für Nervenkranke in Wien. In: Gabriele Kothbauer-Fritz, Tom Juncker (Hrsg. für das Jüdische Museum Wien): Die Wiener Rothschilds. Ein Krimi, Amalthea Verlag, Wien 2021, ISBN 978-3-99050-213-6, S. 188–199.